# Giriharja (Rancah)
Giriharja is een bestuurslaag in het regentschap Ciamis van de provincie West-Java, Indonesië. Giriharja telt 1488 inwoners (volkstelling 2010).